# Nikolas Agrafiotis
Nikolas Agrafiotis (in serbo Николас Аграфиотис?; 's-Hertogenbosch, 25 aprile 2000) è un calciatore serbo, attaccante del Wehen Wiesbaden.

## Carriera

### Club
Nato nei Paesi Bassi da padre greco e madre serba, è cresciuto nei settori giovanili di Den Bosch e Vitesse. Il 29 giugno 2020 firma il suo primo contratto da professionista con il Dordrecht, di durata biennale. Il 31 gennaio 2022 viene acquistato dall'Excelsior, con cui firma un contratto annuale con opzione di rinnovo per un altro anno. Al termine della stagione, contribuisce al ritorno della squadra nella massima serie olandese. Il 16 ottobre 2022 ha esordito in Eredivisie, in occasione dell'incontro perso per 7-1 contro l'Ajax, realizzando l'unica rete a favore della sua squadra.

### Nazionale
Ha giocato nella nazionale serba Under-16.

## Statistiche

### Presenze e reti nei club
Statistiche aggiornate al 29 gennaio 2023.
| Stagione         | Squadra          | Campionato       | Campionato | Campionato | Coppe nazionali | Coppe nazionali | Coppe nazionali | Coppe continentali | Coppe continentali | Coppe continentali | Altre coppe | Altre coppe | Altre coppe | Totale | Totale |
| Stagione         | Squadra          | Comp             | Pres       | Reti       | Comp            | Pres            | Reti            | Comp               | Pres               | Reti               | Comp        | Pres        | Reti        | Pres   | Reti   |
| ---------------- | ---------------- | ---------------- | ---------- | ---------- | --------------- | --------------- | --------------- | ------------------ | ------------------ | ------------------ | ----------- | ----------- | ----------- | ------ | ------ |
| 2020-2021        | Dordrecht        | 1D               | 29         | 3          | CO              | 1               | 2               |                    | -                  | -                  |             | -           | -           | 30     | 5      |
| 2021-gen. 2022   | Dordrecht        | 1D               | 22         | 7          | CO              | 1               | 0               |                    | -                  | -                  |             | -           | -           | 23     | 7      |
| Totale Dordrecht | Totale Dordrecht | Totale Dordrecht | 51         | 10         |                 | 2               | 2               |                    | -                  | -                  |             | -           | -           | 53     | 12     |
| gen.-giu. 2022   | Excelsior        | 1D               | 11+3       | 0+2        | CO              | -               | -               |                    | -                  | -                  |             | -           | -           | 14     | 2      |
| 2022-2023        | Excelsior        | ED               | 17         | 2          | CO              | 2               | 0               |                    | -                  | -                  |             | -           | -           | 19     | 2      |
| 2023-2024        | Excelsior        | ED               | 8          | 5          | CO              | 0               | 0               |                    | -                  | -                  |             | -           | -           | 8      | 5      |
| Totale Excelsior | Totale Excelsior | Totale Excelsior | 36+3       | 7+2        |                 | 2               | 0               |                    | -                  | -                  |             | -           | -           | 41     | 9      |
| Totale carriera  | Totale carriera  | Totale carriera  | 90         | 19         |                 | 4               | 2               |                    | -                  | -                  |             | -           | -           | 94     | 21     |